# (73564) 4051 P-L
(73564) 4051 P-L – planetoida z pasa głównego asteroid okrążająca Słońce w ciągu 4,31 lat w średniej odległości 2,65 j.a. Odkryta 24 września 1960 roku.